# August Sturm (Jurist)

August Sturm

August Sturm (* 14. Januar 1852 in Göschitz bei Schleiz; † 20. November 1923 in Jena) war ein deutscher Dichterjurist.

## Leben
August Sturm war Sohn des Lyrikers Julius Sturm und verbrachte seine Jugend in Köstritz und Gera. Nach dem Besuch des Gymnasiums Rutheneum in Gera, studierte er zuerst Evangelische Theologie in Jena, dann Rechtswissenschaften. Während seines Studiums wurde er 1872/73 Mitglied der Burschenschaft Arminia auf dem Burgkeller. In Göttingen wurde er 1876 zum Dr. iur. utr. promoviert. Nach seinem Studium lebte er als Rechtsanwalt in Naumburg an der Saale. Neben zahlreichen juristischen Werken, die meist dem Gebiete der Rechtsphilosophie angehören, verfasste er auch literarische Werke. Sein Einakter Siegfrieds Tod wurde im Bergtheater Thale aufgeführt. 1916 veröffentlichte er ein Buch über das Leben seines Vaters.

## Dichtungen
Lyrische Sammlungen
- Gedichte, Gütersloh 1878, 2., vermehrte Auflage, Hamburg 1905
- Lied und Leben, Gütersloh 1889
- Deutsches Liederbuch, 2. Auflage, Leipzig 1894
- Neue Lieder, Hamburg 1896
- Auf der Höhe, Hamburg 1903
- Deutschland-Östreich über alles! Vaterländische Dichtungen aus den Tagen des Weltkrieges. Berthold Sturm, Dresden [1915].

Epische Dichtungen
- Merlin, Gera 1892
- Kaiser Friedrich der Edle, Naumburg 1896
- Hohenzollernsagen, Leipzig 1898
- König Laurins Rosengarten, Leipzig 1897
- Der König von Babel, Wien 1900
- Deutsche Balladen, Leipzig 1904

Dramen
- Donat, Hamburg 1891
- Reinhart Frei, Naumburg 1893
- Verschollen, Naumburg 1894
- Das Rätsel des Lebens, Naumburg 1894
- Im Morgenrot des Jahrhunderts (drei dramatische Dichtungen), Naumburg 1899

Einakter
- Siegfrieds Tod
- Über den Menschen, Naumburg 1904

## Juristische Werke
- Die Commissivdelicte durch Unterlassung und die Omissivdelicte. - Dargestellt in ihrer historischen Entwickelung und klargelegt an einer Revision der allgemeinen Grundlehren des Strafrechts. - Eine historisch-dogmatische Abhandlung. Georg H. Wigand, Kassel 1883, vgl. Kollmann, S. 1 Fußnote 3, 1908, hier.
- Die psychologische Grundlage des Rechts. Ein Beitrag zur allgemeinen Rechtslehre und zum heutigen Friedensrecht unter Benutzung der vom Auswärtigen Amt zur Verfügung gestellten jüngsten Rechtsquellen. Helwing, Hannover 1910.
- Das Recht auf Frieden. Eine völkerrechtliche Reformschrift mit Wertung der Idee Andrew Carnegies und der Abschluss einer allgemeinen Rechtslehre. In: Archiv für Aktuelle Reform-Bewegung auf jeglichem Gebiete des praktischen Lebens, Heft IX (1911).
  - Als Einzelveröffentlichung: Das Recht auf Frieden. Eine völkerrechtliche Reformschrift mit Wertung der Idee Andrew Carnegies und der Abschluss einer allgemeinen Rechtslehre. Edmund Demme, Leipzig [1912].
- Die Form des Rechts. Ein Beitrag zur allgemeinen Lehre vom System des Bürgerlichen Gesetzbuchs und des internationalen Friedensrechts, und ein Beitrag zur besonderen Lehre von der Bereicherungsklage. Helwingsche Verlagsbuchhandlung, Hannover 1911.
- Die Materie des Rechts. Ein Beitrag zur allgemeinen Rechtslehre unter besonderer Berücksichtigung des Materials der Handelskammern von Halle, Leipzig, Erfurt, Frankfurt a.M., Königsberg, Berlin, Magdeburg, Breslau, Düsseldorf, Strassburg i. Els., Hamburg, Bremen, Lübeck, Cöln, Mannheim, Nürnberg, Barmen, Gera, Plauen, Rostock, Stettin, Danzig, Memel, Posen, Stuttgart, Weimar, Kiel, Zwickau, Dresden und Chemnitz und des Materials des internationalen Friedensrechts. Helwing, Hannover 1911.
- Die Einteilung des Rechts und die Abtrennung des internationalen Privatrechts sowie des Friedensrechts. Eine rechtspsychologische Abhandlung. Franz Vahlen, Berlin 1912.
- Kant und die Juristen. Ein Reformverschlag für die Stellung der Rechtsphilosophie und für das internationale Recht und das Friedensrecht. C.A. Kaemmerer & Co., Halle a.S. 1913.
- Die Reaktion des Rechts. Zwangsvollstreckung Strafe, Selbsthilfe, Duell, Krieg. eine rechtspsychologische Abhandlung. Helwing, Hannover 1914.
- Fiktion und Vergleich in der Rechtswissenschaft. Ein Beitrag zur Wertung von Wahrheit und Recht. Helwing, Hannover 1915.
- Grundlagen und Ziele des Rechts, insbesondere des heutigen Völkerrechts und des heutigen Friedensrechts. Eine rechtsphilosophische Abhandlung im Weltkrieg. Fritz Maennel, Halle 1916.
- Weltkrieg und Friedenszustand. Ein Beitrag zur deutschen Rechtspsychologie und zur Lehre von der richtigen Funktion des Rechts. Wendt & Klauwell, Langensalza 1916.
- Das Kriegsrecht, das Recht des Kriegs und das Recht der Völker auf Frieden. Eine rechtspsychologische Abhandlung für die Gegenwart. Wendt & Klauwell, Langensalza 1919.